# Moras-en-Valloire
Moras-en-Valloire é uma comuna francesa na região administrativa de Auvérnia-Ródano-Alpes, no departamento de Drôme. Estende-se por uma área de 8,58 km². Em 2010 a comuna tinha 693 habitantes (densidade: 80,8 hab./km²).